# Kyiv Post
El Kyiv Post es un periódico en inglés y con sede en Kiev, Ucrania.

## Historia
El periódico fue fundado el 18 de octubre de 1995 por el estadounidense Jed Sunden, propietario también del grupo KP Media, del que también es fundador. A partir de 2002 pasa a estar disponible vía en línea ofreciendo mayor alcance a lectores, tanto de Ucrania como a nivel internacional.
Históricamente la política editorial ha apoyado la democracia y el libre comercio en el país. Ha publicado varias investigaciones, entre las que se incluyen: el asesinato de 2000 del periodista Georgiy Gongadze, y en donde el expresidente Leonid Kuchma apareció como sospechoso principal. En 2004 cubrió la Revolución Naranja y entre 2013 y 2014 el EuroMaidan, así como de la Guerra del Donbás y la invasión rusa.

## Propiedad
Desde su fundación, ha habido dos directores: Sunden, y desde 2009 el británico-pakistaní Mohammad Zahoor. Zahoor es propietario del grupo ISTIL y anteriormente gestionó un campo minero en Donetsk. En una entrevista concedida el 6 de agosto de 2009 llamó a "revivir el periódico y adherirse a la tradición independiente de la editorial".
El periódico se creó en los primeros años que siguieron la disolución de la Unión Soviética. La empresa empezó a andar con un capital de 8.000 dólares, tres ordenadores y siete empleados que trabajaban desde un apartamento de Kiev. Las primeras dieciséis páginas fueron diseñadas por el equipo editorial y Sunden hizo del diario, un proyecto atractivo que sirviera las necesidades de la comunidad expatriada ucraniana que mostrase su país como centro de las noticias. Durante los años que se mantuvo Sunden al frente, la línea ideológica del diario fue libertarista y opositora al comunismo.
Con Zahoor al frente, el equipo editorial continuó en sus puestos. Sin embargo, una de sus primeras opciones fue la de retirar la sección de anuncios en las que se publicitaba "masajes" con el pretexto de que "no quería dirigir un periódico que promoviera la prostitución". Ante el respaldo de los editores hacia Yulia Timoshenko frente al prorruso Viktor Yanukovich durante las elecciones de 2010, Zahoor prohibió mostrar ningún tipo de partidismo, aunque el 25 de mayo de 2014 suavizó las restricciones cuando apareció junto a su mujer: la actriz Kamaliya en una campaña en la que daba su apoyo a Petro Poroshenko.